# 谌厚慈
谌厚慈（1900年—1977年），男，河北省迁安县谌庄人，中国政治人物。

## 生平
出身于书香之家，1912年到北京读书，五四运动期间曾在东吴大学加入国民党。1925年在上海参加“五卅”运动。后投奔冯玉祥部。1926年参加北伐军，当年夏季秘密返乡，组织地方民团武装暴动，策应北伐，此时期与共产党有接触，因而遭到蒋介石的通缉，被迫流亡南洋。曾在新加坡发起组织“中国国民党海外革命同志会”。
抗战爆发后到延安，入陕北公学，但并未加入中国共产党。1938年以“中华全国文艺界抗敌协会”的代表身份赴太行山区慰问抗日游击队，后又动员家人参加冀东抗日暴动。钦佩同乡杨秀峰的才学品德，与杨共事融洽，此后一直留在河北省工作。
1950年11月，河北政治协商会议召开，与王葆真、刘仙洲、李锡九、李兴中 等19人同任省政协常委。后曾任河北省教育厅副厅长、河北省参事室主任等职。
1977年1月29日病逝。